# Торонтско метро
Торонтско метро (на английски: Toronto Subway) е метросистемата, обслужваща канадския град Торонто. Съществуват 4 линии със 75 станции. Метрото е официално открито на 30 март 1954 г.

## Фотогалерия
- Схема на метрото в Торонто
- Логото на метрото в Торонто
- Метрото в Торонто
- Метрото в Торонто
- Метрото в Торонто
- Метрото в Торонто
- Метрото в Торонто
- Метрото в Торонто
- Метрото в Торонто